# Polski Związek Hodowców Koni
Polski Związek Hodowców Koni – związek rolniczych zrzeszeń branżowych, którego tradycja sięga 1895 roku. Wtedy to w pruskim zaborze powołano Poznańskie Towarzystwo Zapisywania Klaczy w Księgi Rodowodowe. 
Dwudziestolecie międzywojenne zaowocowało powołaniem związków hodowców koni na terytorium młodego państwa polskiego. Polski Związek Hodowców Koni zrzesza obecnie około 15 tysięcy członków hodujących wszystkie rasy koni.
PZHK jest samorządną społeczno-zawodową organizacją, reprezentującą swych członków. Działa jako związek rolniczych zrzeszeń branżowych, zrzesza okręgowe lub wojewódzkie Związki Hodowców Koni o zasięgu co najmniej wojewódzkim oraz Związki Rasowe lub Użytkowe o zasięgu większym niż jedno województwo.

## Imprezy wystawienniczo-hodowlane
Związek jest organizatorem i bierze udział w cyklicznych imprach między innymi:
- Pokazach ogierów
- Próbach dzielności klaczy i ogierów
- Mistrzostwach Polski Młodych Koni
- Cavaliada Tour
- Konferencjach

## Federacja PZHK w swoich strukturach zrzesza
związki hodowców koni:
- Wojewódzki Związek Hodowców Koni w Białymstoku
- Kujawsko-Pomorski Związek Hodowców Koni w Bydgoszczy
- Związek Hodowców Koni Wielkopolskich w Gnieźnie
- Śląsko-Opolski Związek Hodowców Koni w Katowicach
- Staropolski Związek Hodowców Koni w Kielcach
- Małopolski Związek Hodowców Koni w Krakowie
- Lubelski Związek Hodowców Koni w Lublinie
- Okręgowy Związek Hodowców Koni w Łodzi, biuro w Bogusławicach
- Pomorski Związek Hodowców Koni w Malborku
- Warmińsko-Mazurski Związek Hodowców Koni w Olsztynie
- Okręgowy Związek Hodowców Koni w Rzeszowie
- Zachodniopomorski Związek Hodowców Koni w Szczecinie
- Wojewódzki Związek Hodowców Koni w Warszawie z siedzibą w Markach 
  - Oddział w Radomiu
- Dolnośląski Związek Hodowców Koni we Wrocławiu
- Związek Hodowców Koni Ziemi Lubuskiej w Zielonej Górze

oraz Związki i Sekcje Rasowe i Użytkowe o zasięgu krajowym. 

## Wydawnictwa
PZHK jest wydawcą:
- Kwartalnika Hodowca i Jeździec - pierwszy numer ukazał się jesienią 2003.
- Publikacji
  - Trening młodych koni. Ujeżdżenie, Skoki, WKKW, Zaprzęgi jednokonne, autorstwa Wiesława Adama Jończyka i Łukasza Jończyka
  - Koń KWPN. Selekcja do wyczynu, na licencji związku KWPN
  - O potrzebie pielęgnacji kopyt koni, autorstwa Ryszarda Kolstrunga
  - Rejestr Polskich Koni Sportowych (1981 - 1992), autorstwa dr inż. Jacka Łojka
  - Monografie Stad i Stadnin:
    - Stadnina Koni Janów Podlaski, autorstwa Izabeli Rajcy-Pisz
- ksiąg stadnych:
  - Księga Stadna Koni Rasy Małopolskiej (Km), tomy: I, II, III, IV, V, VI, VII/1, VII/2, VII/3
  - Księga Stadna Koni Rasy Wielkopolskiej (Kwlkp), tomy: I/1, I/2, II/1, II/2, III/1, III/2, IV/1, IV/2, V/1, V/2, VI/1, VI/2, VII/1
  - Księga Stadna Koni Szlachetnych Półkrwi (Ksp), tomy: I, II
  - Księga Stadna Koni Rasy Śląskiej (Ksl), tomy: I, II, III, IV, V, VI, VII, VIII/1
  - Księga Stadna Koni Zimnokrwistych (Kz), tomy: I, II/1, II/2, III/1, III/2, IV/1, IV/2, V/1, V/2, VI/1
  - Księgi Stadne Koni Huculskich (Khc) i Koników Polskich (Kkn), tomy: I, II, III, IV, V, VI, VII, Kkn VIII, Khc VIII, Kkn IX
  - Krajowy Rejestr Koni Małych (KRKM), tom I
  - Rejestr Kuców i Koni Małych (Rkkm), tom II
- Rejestrów ogierów
- Biuletynów (w latach 2000 - 2003)